# 程毅志
程毅志（1902年—1997年04月14日），字孝密。河南省襄城縣人，原籍湖北孝感。民國37年（1948年）在大學暨獨立學院教員團體當選第一屆立法委員。

## 生平[2]
- 國立北平女子師範大學教育系畢業，即周樹人《記念劉和珍君》中的程君。
- 國立北平女子師範大學附中專任教師
- 國立女子師範學院教授
- 國立東方語文專科學校教授
- 國立北平女子師範大學附中學科主任
- 北平特別市教育局督學
- 河北省教育廳督學
- 國立女子師範學院訓導主任